# Biblioteca Nacional Austríaca

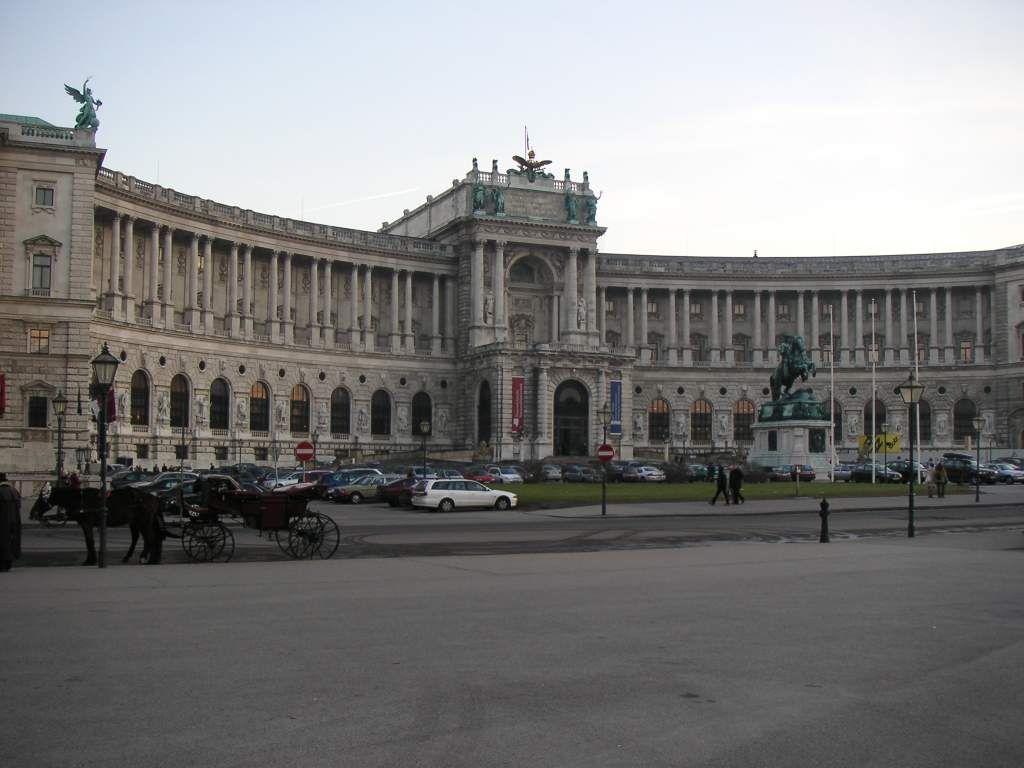
A Biblioteca Nacional vista a partir da Heldenplatz.

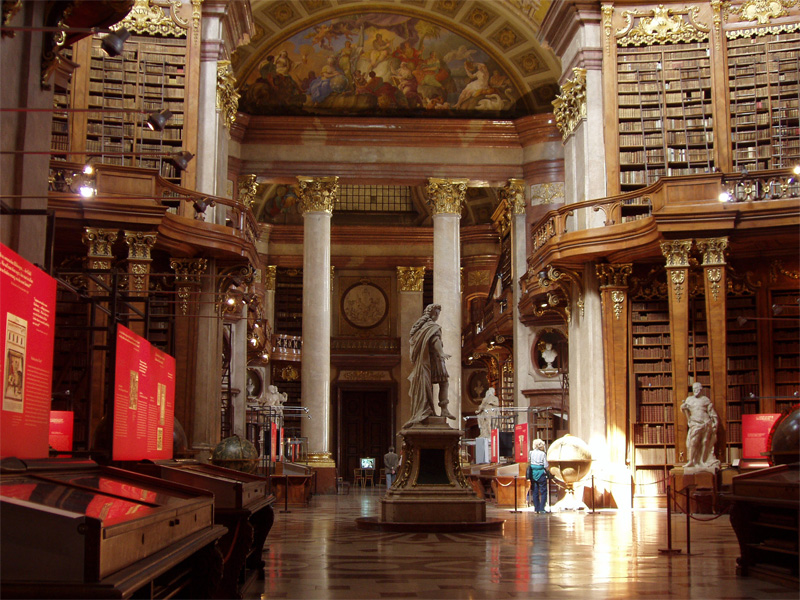
Hall Cerimonial da ÖNB

A Biblioteca Nacional Austríaca (em alemão: Österreichische Nationalbibliothek, ÖNB), localizada em Viena, é a biblioteca nacional da República da Áustria. Fundada na Idade Média pelos Habsburgos, foi chamada de Biblioteca do Tribunal de Justiça (Hofbibliothek) até 1920. Ela está localizada no Hofburg, apesar de algumas coleções estarem localizadas no Palais Mollard-Clary. 
Com mais de 7,4 milhões de registros, é uma das mais ricas biblioteca da Áustria. Contém o depósito legal, a bibliografia nacional, o depósito de trabalhos acadêmicos, e também grandes coleções de incunábulos, mapas e atlas confeccionados em papiro e escritos em línguas artificiais, para além de vários documentos inconográficos. 